# Mount Zion, Illinois
Mount Zion är en ort (village) i Macon County, i delstaten Illinois, USA. Enligt United States Census Bureau har orten en folkmängd på 5 830 invånare (2011) och en landarea på 10,9 km².